# City by the Sea
City by the Sea (titulada en castellano como Condenado (en España), La marca del asesino, y Herencia de sangre) es una película del género dramático policiaco del año 2002, dirigida por Michael Caton-Jones y protagonizada por Robert De Niro, Frances McDormand, y James Franco.

## Trama
De Niro interpreta a Vincent LaMarca, un veterano policía con una destacable reputación y larga trayectoria. LaMarca es hijo de un asesino ejecutado. Su padre asfixió accidentalmente a un bebé durante un secuestro que se salió de control. El hijo de LaMarca, Joey (James Franco), es un drogadicto que se ve envuelto en un asesinato relacionado con las drogas. Tras un matrimonio fallido y su hijo alejado, LaMarca se ha desentendido de su relación con su hijo y su exesposa. La exnovia de Joey, Gina (Dushku) busca a LaMarca para pedirle que ayude a Joey y a su vez le deja encargado a su nieto, Angelo, pero ella huye. Ahora Lamarca carga con su nieto y puesto que con el pasar de los años, él ha tratado tanto de distanciarse de la situación, se le dificulta acercase a su hijo, quien se encuentra prófugo. Su hijo se mete en peores problemas cuando Spyder (William Forsythe), un vendedor local de droga lo busca acusándolo de haberle robado dinero durante el asesinato y al mismo tiempo mata accidentalmente a Reg, el policía compañero de LaMarca. Reg buscaba a Joey para llevarlo ante las autoridades, al momento que es asesinado por Spyder, y debido a la falta de evidencias, Joey es culpado por el delito. Sin embargo, lo llevan a la cárcel por no haberle disparado a su papá en la pierna. Al final, LaMarca deja de lado su aislamiento y busca a su hijo para entregarlo a salvo a las autoridades, quienes tienen la reputación de no arrestar a los asesinos de policías, sino acabar con ellos.

## Reparto
| Actor             | Personaje       |
| ----------------- | --------------- |
| Robert De Niro    | Vincent LaMarca |
| James Franco      | Joey LaMarca    |
| Frances McDormand | Michelle        |
| Eliza Dushku      | Gina            |
| William Forsythe  | Spyder          |
| Patti LuPone      | Maggie          |
| Anson Mount       | Dave Simon      |
| John Doman        | Henderson       |
| Brian Tarantina   | Snake           |
| Drena De Niro     | Vanessa Hansen  |
| Nestor Serrano    | Rossi           |

## Recepción
La cinta fue estrenada el 6 de septiembre del 2002. A pesar de que recibió críticas positivas, la película solamente recaudó $29,413,966 dólares, contra un presupuesto de $40 millones.
En México, el canal Platino de la PCTV estrenó esta película sin doblar al español con subtítulos en este idioma el 5 de enero de 2012.